# Microclimat
Pour les articles homonymes, voir Microclimat (homonymie).
Le terme microclimat désigne généralement des conditions climatiques limitées à une région géographique très petite, significativement distinctes du climat général de la zone où se situe cette région.
Les biogéographes parlent aussi de « bioclimat » pour désigner les climats particuliers qui peuvent s'étendre sur des surfaces assez importantes sous l'influence de la structure écopaysagère (marais, forêts…).

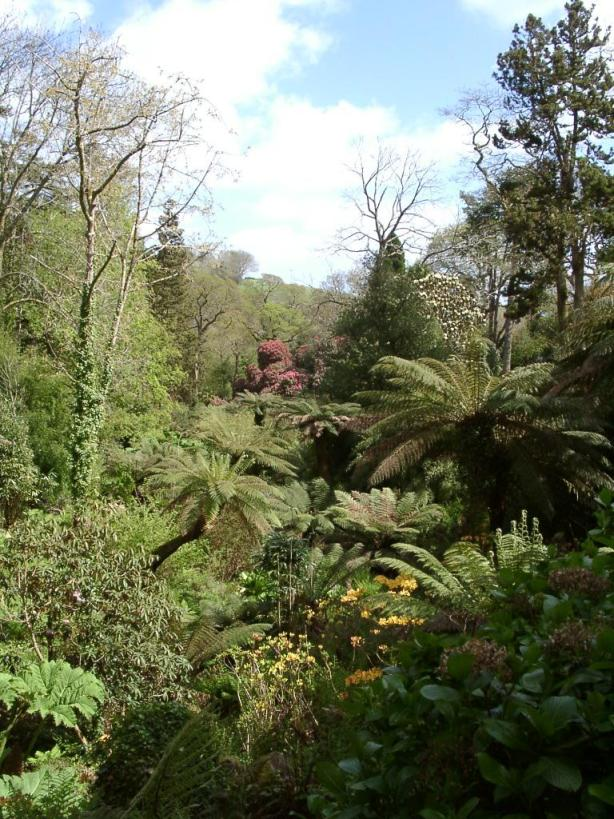
Localement, des vallées ou pentes bien exposées, sous influence océanique offrent un microclimat qui en Europe de l'Ouest permet la survie de plantes tropicales (ici, les jardins perdus de Heligan, en Cornouailles, au Royaume-Uni).

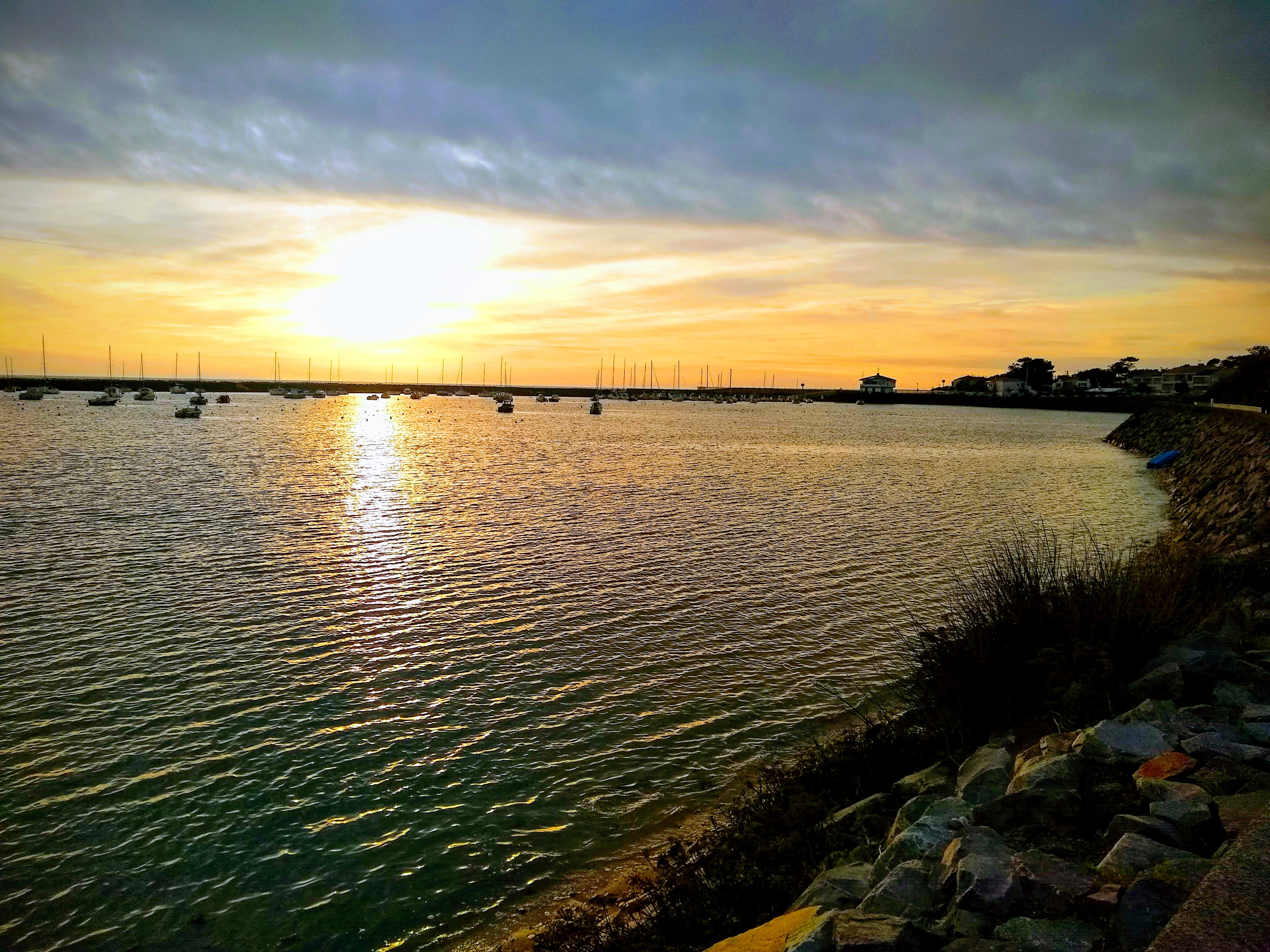
Le petit village de Jard-sur-Mer est souvent cité comme un exemple typique de microclimat permettant de profiter d'un environnement subtropical propre aux régions les plus au sud de la Méditerranée, bien que situé en Vendée.

## Histoire
Les architectes et urbanistes connaissent depuis l'antiquité la tempérance que peut apporter la présence de l'eau, d'un jardin ou d'un courant d'air dans un jardin, une cour, un quartier ou une ville.
Mais on pressent que le climat peut aussi être modifié à des échelles plus vastes, locales et régionales par la végétation (ou inversement par sa destruction). C'est notamment le cas pour le couvert forestier à propos duquel Antoine Becquerel dans un mémoire de mai 1865 parle d'« influence climatérique ». Il y fait un lien direct entre risque de catastrophe climatique ou de catastrophe naturelle et défrichements anciens ou récents. Trois ans plus tôt, en 1853 Becquerel avait publié un ouvrage de 366 pages sur « l'influence qu'exercent les sols boisés » produisant des hypothèse qu'il affinera en 1860 sur la « température des végétaux et de l'air et celle du sol à diverses profondeurs ».
Au XXe siècle, on constatera que les milieux urbains offrent aussi des microclimats plus chauds, mais souvent trop secs et pollués. Les écoquartiers essayent de reconstituer, grâce au végétal des microclimats de meilleure qualité.

## Microclimats et écologie
Depuis l'Antiquité, divers auteurs ont pensé que la forêt et l'eau jouaient un rôle climatique local important.
Concernant la forêt, dans un ouvrage de 1865 Antoine César Becquerel cherche et apporte des réponses aux questions suivantes :
1. « Quel rôle jouent les forêts comme abris contre les vents ou pour retarder l'évaporation des eaux pluviales ? »
2. « Quelle est l'influence des arbres sur l'eau aspirée par les racines et sur celle qui est exsudée par les feuilles pour modifier l'état hygrométrique de l'air ambiant ? »
3. « Comment modifient-elles l'état calorifique d'une contrée ? »
4. « Les forêts exercent-elles une influence sur les quantités d'eau tombées et sur la répartition des pluies dans le cours de l'année, ainsi que sur le régime des eaux vives et des eaux de source ? »
5. « Comment interviennent-elles pour la conservation des montagnes et des pentes ? »
6. « Les forêts servent-elles à enlever aux nuages orageux leur électricité et à en atténuer ainsi les effets sur les pays voisins non boisés ? »
7. « Quelle est la nature de l'influence qu'elles peuvent exercer sur la santé publique ? »

Il préjuge que « l'action des forêts sur le climat d'une contrée est très complexe, car elle dépend, encore : 1° de leur étendue, de leur élévation, de la nature du sol et de celle du sous-sol ; 2° de leur orientation, par rapport aux vents chauds ou froids, secs ou humides ; 3° de l'âge auquel on les coupe, de leur espèce, c'est-à-dire s'ils sont à feuilles caduques ou à feuilles persistantes, attendu que les pouvoirs rayonnant et émissif ne sont pas les mêmes dans toutes les saisons ; 4° de la saison des pluies, si elles sont à pluie d'été, d'automne ou d'hiver ; 5° de la proximité des marais pestilentiels, etc. ».
Après lui, de nombreux auteurs montreront que dans les écosystèmes terrestres émergés, il existe une relation forte entre microclimat et biodiversité.
Cette relation est bidirectionnelle : à échelle locale, le microclimat influence les espèces présentes ou potentielles. Inversement, certains écosystèmes (forêts froides, humides et tempérées, tourbières…) diminuent ou augmentent l'albédo du substrat d'une part, et d'autre part modifient les courbes thermohygrométriques diurnes (et moindrement nocturnes), notamment par leurs capacités d'évapotranspiration.
Ainsi, la forêt, dès son stade « pionnier » peut abriter de nombreuses espèces qui peuvent cocréer du sol, y stocker du carbone, de l'eau et des nutriments. La forêt au fur et à mesure qu'elle s'étend et prend de la hauteur produit aussi son propre microclimat. Mais ce sol et ce microclimat peuvent être significativement modifiés ou dégradés par l'homme, par les incendies, par la fragmentation des forêts et par l'activité sylvicole (drainage, éclaircies, et plus encore coupes rases). Le suivi du microclimat d'une parcelle exploitée peut d'ailleurs être utilisé comme indicateur d'impacts du régime forestier et de l'aménagement forestier), car certains aménagements ont des impacts forts sur les zones humides, les cours d'eau, la biodiversité et l'écosystème forestier. À titre d'exemple, sur la base de mesures in situ, une étude faite en zone tempérée dans une région aux étés chauds et secs et des hivers doux et humides a conclu que lors des coupes forestières, il faudrait dans ce cas conserver une bande dense boisée d'au moins 45 m de part et d'autre de ruisseaux et torrents forestiers pour ne pas significativement affecter le gradient thermohygrométrique propre à leur ripisylve. Ces 45 m comprennent une « zone tampon » d'une quinzaine de mètres qui sera affectée mais qui atténue les chocs thermiques et la déshydratation des 30 m qu'elle jouxte.
Sous un arbre, et bien plus encore sous une vaste canopée, le climat est très différent de ce qu'il est en l'absence d'arbre. Ceci est notamment dû à :
- l'évapotranspiration des différentes strates forestières ;
- la condensation et en particulier le phénomène de rosée (quand le point de rosée peut être atteint) ;
- la présence d'un « ourlet forestier » (ou « manteau ») enrichi en buissons et plantes grimpantes qui forment habituellement une lisière dense empêchant le vent de déshydrater, réchauffer ou refroidir la forêt intérieure ;
- l'ombre portée au sol, sol par ailleurs enrichi et aéré par les champignons, bactéries et invertébrés, et qui constitue souvent un humus qui en retenant plus d'eau se maintient plus frais ;
- l'accumulation de tourbe (parfois) et/ou de sphaignes qui peuvent accumuler de grandes quantités d'eau, même dans leur partie mortes. L'évaporation de cette eau abaisse la température de la couche d'air au-dessus de la tourbière, même en plein soleil ;
- Une oasis peut présenter un microclimat particulier dû à la présence conjuguée d'eau, d'ombre, d'évaporation et d'évapotranspiration ;
- Des éboulis de roches sombres ensoleillées offrent à certaines espèces un microclimat particulier. Dans le cas d'un terril, une combustion interne peut accentuer ce phénomène, comme sur certains sols volcaniques, de même qu'à proximité de sources chaudes.

La notion de microclimat désigne parfois le climat régnant dans le voisinage d'un organisme vivant. Il peut être très différent du climat général lorsque, par exemple, il s'agit du climat d'un terrier, d'une tanière (d'ours par exemple), d'une termitière ou une grotte, beaucoup plus stable que le climat local extérieur.

## Types de microclimat
- le climat d'une étendue limitée résultant de la modification du climat général sous l'effet de différences locales d'altitude, géomorphologiques (falaise, baie, vallée, grotte, versants…) et/ou d'exposition (cf. pente ou ombres portées), d'albédo ou de végétation, de présence/absence d'eau ou de vent, etc. ;
- une série de variations climatiques à l'intérieur d'une très petite région ;
- une modification du climat liée à la proximité d'une source de chaleur (terril en combustion, source hydrothermale, magma, etc.) ;
- une modification induite par la présence d'un milieu particulier (et donc d'espèces particulières) (lisière forestière, lac, grotte, moraine glaciaire, tourbière, névé, etc.) ;
- microclimat urbain, contribuant au phénomène de « bulle de chaleur urbaine ».